# جون جونز (سياسي)
جون جونز (بالإنجليزية: John Jones)‏ (و. 1752 – 1818 م) هو رجل أعمال، وسياسي، من كندا، توفي عن عمر يناهز 66 عاماً.

## مناصب
تولى منصب Member of the  Legislative Assembly of Lower Canada ‏ (1808–1810).